# Göran Hagegård
Göran Samuel Hagegård, född 22 september 1907 i Skärmnäs, Brunskog, Värmland, död 31 augusti 1998, var en svensk konstnär, författare, musiker och folkskollärare.
Han var son till Oskar i Haget och Kristin på Berget, från 1937 gift med Maja Andersson samt bror till konstnären Sigurd Hagegård.
Som konstnär var Hagegård autodidakt. Han hade ingen ateljé utan var en renodlad friluftsmålare. Hans konst består av stilleben, landskap och miljöbilder i olja samt kol- och blyertsteckningar.
Hagegård medarbetade med små texter i flera tidningar, bland annat Land och Karlstads Stiftsblad. Han var aktiv inom Svenska kyrkan och Evangeliska fosterlandsstiftelsen. I början av 1960-talet blev han veniat.